# Mythozoum somaliensis
Mythozoum somaliensis là một loài bọ cánh cứng trong họ Cerambycidae.